# Platybelone argalus
Platybelone argalus är en fiskart som först beskrevs av Charles Alexandre Lesueur 1821.  Platybelone argalus ingår i släktet Platybelone och familjen näbbgäddefiskar. IUCN kategoriserar arten globalt som livskraftig.

## Underarter
Arten delas in i följande underarter:
- P. a. platura
- P. a. argalus
- P. a. platyura
- P. a. trachura
- P. a. lovii
- P. a. pterura
- P. a. annobonensis